# Hafid Benkrama
Hafid Benkrama (en arabe : حفيظ بن كرامة) est un footballeur algérien né le 29 septembre 1983 à Hammam Bou Hadjar dans la wilaya d'Aïn Témouchent. Il évoluait au poste d'allier droit.

## Biographie
Il évolue en première division algérienne avec le club du MC Oran.
Il dispute 39 matchs en inscrivant cinq buts en Ligue 1.